# 3516 Rusheva
3516 Rusheva è un asteroide della fascia principale. Scoperto nel 1982, presenta un'orbita caratterizzata da un semiasse maggiore pari a 2,8826499 UA e da un'eccentricità di 0,0814297, inclinata di 2,31863° rispetto all'eclittica.